# Dichochrysa inopinata
Dichochrysa inopinata is een insect uit de familie van de gaasvliegen (Chrysopidae), die tot de orde netvleugeligen (Neuroptera) behoort. 
Dichochrysa inopinata is voor het eerst wetenschappelijk beschreven door Hölzel & Ohm in 1995.